# Teeatta platnicki
Espèce
Teeatta platnicki est une espèce d'araignées aranéomorphes de la famille des Macrobunidae.

## Distribution
Cette espèce est endémique de Tasmanie en Australie. Elle se rencontre vers le mont Spent, le Scotts Peak et la vallée Olga.

## Description
La carapace du mâle holotype mesure 3,6 mm de long sur 2,8 mm et l'abdomen 3,1 mm de long sur 1,8 mm. La carapace de la femelle paratype mesure 3,5 mm de long sur 2,6 mm et l'abdomen 3,8 mm de long sur 2,5 mm.

## Systématique et taxinomie
Cette espèce a été décrite par Davies en 2005.

## Étymologie
Cette espèce est nommée en l'honneur de Norman I. Platnick.

## Publication originale
- Davies, 2005 : « Teeatta, a new spider genus from Tasmania, Australia (Amaurobioidea: Amphinectidae: Tasmarubriinae). » Memoirs of the Queensland Museum, vol. 50, p. 195-199.